# تيسا ساندرسون
تيريزا يون «تيسا» أندرسون (بالإنجليزية: Theresa Ione "Tessa" Sanderson)‏ هي رامية رمح بريطانية ولدت في يوم 14 مارس 1956 في جامايكا لعائلة من أصول غانية، إنتقلت بعد ذلك مع عائلتها إلى ولفرهامبتن في إنجلترا، مثلت المملكة المتحدة في 6 دورات أولمبية (1976-1996)، أبرز إنجازاتها كان تحقيقها للميدالية الذهبية في دورة الألعاب الأولمبية الصيفية 1984 في لوس أنجلوس حيث كانت أول بريطانية ذات بشرة سوداء تفوز بميدالية ذهبية، فازت أيضاً بالميدالية الفضية في بطولة أوروبا لألعاب القوى 1978 في براغ، أفضل رمية سجلتها هي 73.58 متر في سنة 1983 في أدنبرة في اسكتلندا. في سنة 2010 تزوجت من بطل الجودو الأولمبي البريطاني دنسن وايت وأنجبت توأم منه.

## روابط خارجية
- تيسا ساندرسون على موقع IMDb (الإنجليزية)
- تيسا ساندرسون على موقع الاتحاد الدولي لألعاب القوى (الإنجليزية)
- تيسا ساندرسون على موقع اللجنة الأولمبية الدولية (الإنجليزية)
- تيسا ساندرسون على موقع أوليمبيديا (الإنجليزية)
- تيسا ساندرسون على موقع اللجنة الأولمبية البريطانية (الإنجليزية)
- تيسا ساندرسون على موقع اتحاد ألعاب الكومنولث (مؤرشف) (الإنجليزية)